# Où le cœur nous mène
Pour plus de détails, voir Fiche technique et Distribution.
Où le cœur nous mène ou La Petite Voix du cœur au Québec (Where the Heart Is) est un film américain réalisé par Matt Williams, sorti en 2000. Ce film est une adaptation du roman de Billie Letts La Petite Voie du cœur (1995).

## Synopsis
Novalee Nation, une jeune fille de dix-sept ans, est abandonnée par son fiancé sur le parking d'un supermarché Walmart alors qu'elle est enceinte. Sans argent, ni qualification, Novalee décide de vivre clandestinement dans le magasin jusqu'à la naissance de l'enfant. Accueillie par des villageois excentriques et attentionnés, elle découvre une vie dont elle n'aurait jamais osé rêver.

## Fiche technique
Sauf indication contraire, les informations mentionnées dans cette section peuvent être confirmées par la base de données cinématographiques IMDb,  présente dans la section « Liens externes ».
- Titre original : Where the Heart Is
- Titre français : Où le cœur nous mène
- Réalisation : Matt Williams
- Scénario : Lowell Ganz et Babaloo Mandel, d'après le roman de Billie Letts
- Musique : Mason Daring
- Production : Susan Cartsonis, David McFadzean, Patricia Whitcher et Matt Williams

Coproduction : Gerrit V. Folsom et Diane Minter Lewis
Associée : Roz Weisberg
Exécutive : Carmen Finestra et Rick Leed
- Sociétés de production : Twentieth Century Fox et Wind Dancer Productions
- Sociétés de distribution : Intermedia, Twentieth Century Fox et New Films International (cinéma) ; 20th Century Fox Home Entertainment (VHS et DVD) (États-Unis)
- Pays d'origine :  États-Unis
- Langue originale : anglais
- Durée : 120 minutes
- Dates de sortie[1] :

États-Unis : 28 avril 2000
France : 16 mai 2001 (directement à la télévision)
- Public[2] :

États-Unis : déconseillé aux moins de 13 ans
France : tous publics

## Distribution
- Natalie Portman (VF : Laetitia Godès ; VQ : Caroline Dhavernas) : Novalee Nation
- Ashley Judd (VF : Martine Irzenski ; VQ : Natalie Hamel-Roy) : Lexie Coop
- Stockard Channing (VQ : Johanne Garneau) : Thelma
- Joan Cusack : Ruth Meyers
- James Frain (VQ : Benoit Éthier) : Forney Hull
- Dylan Bruno (VQ : Martin Watier) : Willy Jack Pickens
- Keith David : Moses Whitecotten
- Laura House : Nicki
- Richard Andrew Jones : M. Sprock
- Sally Field (VF : Sylvie Feit ; VQ : Claudine Chatel) : Lil, la mère de Novalee
- Todd Lowe : Troy
- Nataly Peña : Angela Ortiz
- Richard Nance (en) : Johnny DeSotto
- J. D. Evermore : l'employé
- Angee Hughes : la femme religieuse

| - Version française - Direction artistique : - Source et légende : version française (VF) sur RS Doublage | - Version québécoise - Adaptation des dialogues : Thibaud de Courèges et Bérengère Rouard Source et légende : version québécoise (VQ) sur Doublage.qc.ca |